# Cañar Fútbol Club
El Club Deportivo Tigres es un equipo de fútbol profesional de la ciudad de La Troncal, Provincia de Cañar, Ecuador. Fue fundado el 24 de julio de 2012. Su directiva está conformada por el Sr. José Miguel Carbo Flores como Presidente, la Sra. Mercy Katiuska Vera Romero como Vicepresidenta, el Lcdo. Juan Andrés Vera Mora como Gerente y la Sra. Andreína Vanessa Vera Romero como Secretaria. Cabe recalcar el apoyo del Sr. Felipe Caicedo futbolista seleccionado del Ecuador el cual apoya a este club por medio de su marca deportiva "FELIPAO". Se desempeña en el  Campeonato Provincial de Segunda Categoría de Cañar 2013, también en la Segunda Categoría del Campeonato Ecuatoriano de Fútbol.
Está afiliado a la Asociación de Fútbol Profesional del Cañar.

## Historia
Este club nació un 24 de julio de 2012 por iniciativa de un grupo de amigos y aunque siendo este el primer año en que participa en el Campeonato Provincial de Segunda Categoría de Cañar 2013 pudo obtener el Vicecampeonato provincial clasificándo así al Campeonato de Ascenso a Primera B, con apenas un gol de diferencia del campeón Ciudadelas del norte.
La categoría Sub-17 de Cañar Fútbol Club participó en el Campeonato Provincial Sub-17, y clasificó también al zonal Nacional pero en calidad de Campeón, lo que demuestra que este club tiene un futuro muy prometedor.
Realiza sus entrenamientos diariamente en las canchas del nuevo parque Samanes.

## Uniforme
- Uniforme titular: Camiseta celeste, con cuello en V y detalles en blanco con líneas doradas, pantaloneta celeste, medias celestes.
- Uniforme alternativo: Camiseta blanca, con cuello en V y detalles en celeste con líneas doradas, pantaloneta blanca, medias blancas.

| Uniforme Titular 2013 | Uniforme Alterno 2013 |